# Římskokatolická farnost Votice
Římskokatolická farnost Votice je jedno z územních společenství římských katolíků v benešovském vikariátu s farním kostelem sv. Václava.

## Kostely farnosti
| Kostel                             | Místo              | Bohoslužba                                 |
| ---------------------------------- | ------------------ | ------------------------------------------ |
| sv. Jana Křtitele                  | Jankov             | ne 9.30 v sudém týdnu                      |
| sv. Havla                          | Ratměřice          | ne 14.00 pouze 3. neděle v měsíci          |
| sv. Markéty, Ouběnice              | Ouběnice           | ne 09.30 v lichém týdnu                    |
| sv. Václava                        | Votice             | st čt pá 08.00 ne 11.00                    |
| sv. Františka z Assisi             | Votice             | ne 18,00                                   |
| Nanebevzetí Panny Marie, Martinice | Martinice          |                                            |
| Všech svatých                      | Olbramovice Ves    | ne 08.00 sudá neděle                       |
| sv. Martina                        | Vrchotovy Janovice | ne 08.00 lichá neděle so 18.00 sudá sobota |
| Božího hrobu, hřbitovní            | Votice             |                                            |

## Osoby ve farnosti
Mgr. Piotr Henryk Adamczyk, administrátor